# Liste de fondations françaises reconnues d'utilité publique
Cette liste alphabétique recense une partie des fondations reconnues d'utilité publique en France (FRUP) ; cependant une fondation peut être classée selon un terme (ou plusieurs) plus représentatif.

Au 30 août 2018, on compte 659 fondations reconnues d'utilité publique.
- Haut – A
- B
- C
- D
- E
- F
- G
- H
- I
- J
- K
- L
- M
- N
- O
- P
- Q
- R
- S
- T
- U
- V
- W
- X
- Y
- Z

## A
- Fondation pour le Logement des défavorisés, décret du 11 février 1992[2]
- Fondation Agir contre l'exclusion, décret du 18 février 1994
- Fondation d'Aguesseau, décret du 9 juin 1954, JORF du 15 juin 1954
- Fondation AJD - Maurice Gounon (ex association Les Amis de Jeudi-Dimanche de Lyon), décret du 11 juillet 2007[3]
- Fondation Aide à toute détresse (ATD Quart Monde), décret du 17 décembre 1971
- Fondation Alice Milliat, sous égide de la Fondation de France
- Fondation Albert Gleizes, décret du 23 mars 1984
- Fondation Alberto et Annette Giacometti, décret du 10 décembre 2003
- Fondation AlphaOmega, décret du 19 février 2010[4]
- Fondation Anne Marie Rivière, décret du 22 août 2008[5]
- Alliance française, décret du 23 juillet 2007
- Institut d'aménagement et d'urbanisme de la région d'Île-de-France, décret du 2 août 1960
- American Hospital of Paris, décret du 19 mars 1918
- Fondation APICIL, décret du 29 mars 2004, JORF du 31 mars 2004 : NOR : INTA0400082D
- Fondation ARC pour la recherche sur le cancer, décret du 16 mars 2012
- Fondation ARCAD (Aide et recherche en cancérologie digestive), décret du 22 décembre 2006
- Fondation Architectes de l'urgence, décret du 28 août 2007, JORF du 30 août 2007, NOR : IOCA0750825D
- Fondation ARHM (Action Recherche Handicap et santé Mentale), décret du 15 avril 2017
- Fondation Arp, décret du 17 juillet 1979
- Fondation assistance aux animaux, décret du 14 mars 1989
- Fondation de l'Armée du salut, décret du 11 avril 2000, JORF du 19 avril 2000, NOR : INTA0000095D
- Fondation Auguste Escoffier, décret du 23 novembre 1967
- Fondation de l'Institution des Jeunes Aveugles et Déficients Visuels de Nancy, reconnue d'utilité publique par décret impérial du 14 juillet 1865
- Fondation des aveugles de guerre, décret du 21 janvier 2011
- Fondation Avril, décret du 11 décembre 2014

## B
- Fondation Émile Blémont - Maison de Poésie, décret du 9 août 1928, modifié le 20 novembre 1984
- Fondation Brigitte-Bardot, décret du 21 février 1992, JORF du 22 février 1992, NOR : INTA9200054D
- Fondation Henri Cartier-Bresson, décret du 11 mars 2002, JORF du 12 mars 2002, NOR : INTA0200061D
- Fondation Léa et Napoléon Bullukian, décret du 23 octobre 2003, JORF du 30 octobre 2003, NOR : INTA0300269D
- Fondation Marcel-Bleustein-Blanchet pour la vocation, décret du ?, paru au JORF le ?
- Fondation d'art contemporain Claudine et Jean-Marc Salomon, décret du ?, paru au JORF le ?
- Fondation pour l'action culturelle internationale en montagne, décret du ?, paru au JORF le ?
- Fondation de l'Automobile Marius-Berliet (patrimoine lié au camion)

## C
- Fondation du Crédit agricole - Pays de France décret du 5 décembre 1983
- Fondation Caisses d’Épargne pour la solidarité, décret du 11 avril 2001 paru au JORF du 19 avril 2001 page 6 052
- Fondation Caritas France, créée par le Secours catholique, décret du 16 juin 2009
- Fondation Henri Cartier-Bresson, décret du 11 mars 2002[6]
- Fondation Cassiopée, décret du 24 février 2011, paru au JORF du 26 février 2011
- Fondation du Château de Hautefort, décret du 13 mars 1990
- Fondation Jacques Chirac, décret du 18 août 1997, paru au JORF le ?
- Fondation Chirac pour le développement durable et le dialogue des cultures, décret du 8 mars 2008
- Musée Clemenceau, décret du 7 juillet 1932
- Fondation Cotrel pour la recherche en pathologie rachidienne, décret du 27 octobre 1999
- Fondation La Castille, décret du 22 août 1979
- Fondation La Cause, décret du 21 octobre 2008, NOR : IOCA0823603D
- Fondation Le Corbusier, décret du 31 juillet 1968
- Fondation Cœur et Artères, décret du 24 février 2005

## D
- Fondation Charles-de-Gaulle, décret du 3 novembre 2005, JORF du 6 novembre 2005, NOR : INTA0500310D
- Fondation Pierre Deniker, décret du 10 mai 2007, paru au JORF le 11 mai 2007, NOR : INTA0750589D
- Fondation Deutsch de la Meurthe, décret du 18 novembre 1922
- Fondation Dosne, décret du 12 avril 2016, JORF du 21 avril 2016, NOR : INTD1531896A
- Fondation Victor-Dillard, décret du 9 mai 2007, paru au JORF le 10 mai 2007, NOR : INTA0753456D
- La Fondation droit animal, éthique et sciences (LFDA), décret du 21 juillet 1999
- Fondation pour le droit continental, décret du 11 mai 2007, paru au JORF du 12 mai 2007, NOR : INTA0753731D
- Fondation des Lions de France, décret du 16 janvier 1989, paru au JORF le 16 janvier 1989.

## E
- Fondation Énergies pour le Monde, décret du 8 mars 1990, paru au JORF du 14 mars 1990, NOR: INTA9000051D
- Fondation de l'École normale supérieure, décret du 14 mars 1986
- Fondation Ostad Elahi, décret du 27 janvier 2000, paru au JORF le 3 février 2000, NOR : INTA0000021D
- Fondation Ensemble décret du 14 décembre 2004, paru au JORF le 21 décembre 2004, NOR : INTA0400334D
- Fondation Michelle André Espace-Enfants France, décret du 22 janvier 2007, paru au JORF le 24 janvier 2007, NOR : INTA0700009D
- Fondation pour l'école, décret du 18 mars 2008, paru au JORF du 20 mars 2008, NOR :  IOCA0756484D
- Fondation pour l'enfance, décret du 27 juillet 2012, paru au JORF le 29 juillet 2012, NOR : INTED1223425D
- Fondation Entreprendre, décret du 21 juillet 2021, paru au JORF du 23 juillet 20211, NOR : IOCD1109019D
- Fondation  Entrepreneurs de la Cité , décret du 19 décembre 2008, paru au JORF le 27 décembre 2008, NOR :

## F
- Fondation de France, décret du 6 janvier 1969
- Fondation des Femmes, sous égide de la Fondation de France
- Fondation franco-japonaise Sasakawa, décret du 23 mars 1990, paru au JORF du 24 mars 1990, NOR : INTX9010696D
- Fondation Pierre Fabre, décret du 6 avril 1999, paru au JORF du 8 avril 1999, NOR : INTA9900035D
- Fondation Pierre Fourier-Alix le Clerc (PFALC), décret du 26 juin 2007, paru au JORF le 28 juin 2007, NOR : IOCA0753644D
- Fondation Fourmentin-Guilbert, décret du 22 mai 1990, paru au JORF du 29 mai 1990,NOR : INTA9000110D
- Fondation 30 millions d'amis, décret du 23 mars 1995, paru au JORF du 25 mars 1995, NOR :  INTA9500075D

## G
- Fondation Gabriel-Péri, décret du 22 juillet 2004, paru au JORF le 23 juillet 2004, NOR : INTA0400155D
- GoodPlanet, décret du 3 juin 2009, paru au JORF le 5 juin 2009
- Greffe de vie, décret du 26 novembre 2005, paru au JORF le 26 décembre 2005, NOR : INTA0500324D

## H
- Fondation Hippocrène, décret n°INTA9200043D du 7 février 1992
- Fondation de Recherche sur l'HyperTension Artérielle, décret n°INTA0600174D du 21 août 2006, paru au JORF le 23 août 2006
- Fondation Hugot du Collège de France, décret du 7 juin 1979, paru au JORF le 14 juin 1979
- Fondation Nicolas-Hulot pour la nature et l'homme, décret n°INTA9600196D du 1er août 1996, paru au JORF le 6 août 1996
- Fondation Hôpitaux de Paris-Hôpitaux de France, décret n°INTA9400468D du 20 décembre 1994, paru au JORF le 24 décembre 1994
- Fondation pour la Protection des Habitats de la Faune Sauvage (Wildelife Habitats Foundation, WHF), décret du 6 octobre 1983 , paru au JORF le 15 octobre 1983, titre et statuts modifiés par arrêté n°INTA0500903A du 16 décembre 2005, paru au JORF le 29 décembre 2005

## I
- Institut français pour la recherche sur les administrations publiques, décret du 17 novembre 2009
- Institut d'aménagement et d'urbanisme de la région Île-de-France, décret du 2 août 1960
- Institut Curie, décret du 27 mai 1921
- Institut Georges-Pompidou, décret du 23 mars 1993
- Institut métapsychique international, décret du 23 avril 1919
- Institut de paléontologie humaine Fondation Prince Albert Ier de Monaco, décret du 15 décembre 1910
- Institut Pasteur, décret du 4 juin 1887
- Institut du monde arabe, décret du 14 octobre 1980
- Institut du cerveau et de la moelle épinière, décret du 13 septembre 2006

## J
- Fondation Jacques-Toja pour le théâtre, décret n° du 25 mars 1991, paru au JORF le 29 mars 1991
- Fondation Jean-Jaurès, décret n°INTA9200052D du 18 février 1992, paru au JORF le 21 février 1992
- Fondation Jérôme-Lejeune, décret n°INTA9600052D du 20 mars 1996, paru au JORF le 21 mars 1996
- Fondation Josée-et-René-de-Chambrun, décret du 19 octobre 1959, paru au JORF le ?
- Fondation du judaïsme français, décret du 13 décembre 1978, paru au JORF le ?

## K
- Institut kurde de Paris, décret n°INTA9300121D du 2 mars 1993, paru au JORF le 4 mars 1993

## L
- Fondation Lambrechts, décret du 22 juillet 1960
- Fondation pour le Logement Social, décret du 22 novembre 1990 publié au JORF le 28 novembre 1990
- Fondation Marguerite Long-Jacques Thibaud (ex Fondation Marguerite Long), décret n°INTA0500008D du 10 janvier 2005, paru au JORF le 15 janvier 2005
- Fondation Pierre-Lafue, décret du 15 novembre 1979
- Fondation Léopold-Bellan, décret n°INTA9600025D du 29 mai 1996 publié au JORF le 30 mai 1996
- Fondation Lucy Lebon (décret du 19 avril 1898)

## M
- Fondation La Mache, décret n°IOCA0755264D du 29 juin 2007, paru au JORF le 1er juillet 2007
- Fondation Maif, décret n°INTA8900277D du 14 septembre 1989
- Fondation Maison des sciences de l'homme, décret du 13 juin 1966, paru au JORF le ?
- Fondation Maison de retraite de La Providence, créée en 1804, reconnue d'utilité publique en 1817
- Fondation Mansart - Parcs et demeures de France (ex Les Parcs et jardins de France et Fondation du château de Maintenon ), décret n°INTA0500330D du 6 décembre 2005, paru au JORF le 13 décembre 2005
- Fondation Marcel-Mérieux, décret du 7 décembre 1976, paru au JORF le ?
- Fondation Marguerite et Aimé Maeght, décret du 18 juillet 1964, paru au JORF le 19 juillet 1964
- Institut métapsychique international, décret du 23 avril 1919, paru au JORF le ?
- Fondation Michelle-Darty (1980)
- Fondation pour l'action culturelle internationale en montagne, décret du 18 septembre 1976, paru au JORF le ?
- Fondation Mouvement pour les Villages d'Enfants, décret du 25 juin 1981, arrêté du 31 octobre 2006, paru au JO le 15 novembre 2006

## N
- Fondation Napoléon, décret du 12 novembre 1987
- Fondation Nationale Entreprise et Performance, décret du 27 décembre 1973
- Fondation Notre-Dame, décret du 30 novembre 1992

## O
- Fondation ophtalmologique Adolphe-de-Rothschild, décret du 20 avril 1909
- Fondation des Orphelins Apprentis d'Auteuil, décret du 19 juin 1929
- Fondation OCH, décret du 9 octobre 2012 paru au journal officiel le 11 octobre 2012.
- Fondation OPEJ - Baron Edmond de Rothschild, décret du 27 septembre 2012
- OPQU : Office Professionnel de Qualification des Urbanistes, journal officiel du 8 août 1998

## P
- Fondation Blaise Pascal, décret du 23 mars 2012, publié au JO le 29 mars 2012, NOR : IOCD1135805D
- Fondation pour l'innovation politique, décret n°INTA0400098D du 14 avril 2004, paru au JORF le 15 août 2004
- Fondation nationale des sciences politiques
- Fondation Claude-Pompidou, décret du 16 septembre 1970
- Fondation du Patrimoine, décret n°MCCB9700197D du 18 avril 1997
- Fondation Pierre Fabre, décret du 6 avril 1999
- Fondation pour la Mémoire de la Shoah, décret n°302 du 26 décembre 2000, paru au JORF le 30 décembre 2000 page 21028
- Fondation du Protestantisme, reconnue d'utilité publique par décret du 31 juillet 2001
- Fondation les petits frères des Pauvres, reconnue d'utilité publique, décret du

## R
- Fondation Radio Espérance, décret n°IOCA0761291D du 28 août 2007, paru au JORF le 30 août 2007
- Fondation Raoul-Follereau, décret du 12 décembre 1984, paru au JORF le 14 décembre 1984
- Fondation Ripaille, décret du 27 juillet 1977
- Fondation pour la recherche médicale, décret du 14 mai 1965
- Fondation pour la recherche stratégique, décret n°INTA9300119D du 26 février 1993
- Fondation pour la République, décret du 20 novembre 2001, paru au JORF le 22 novembre 2001, NOR: INTA0100259D . Dissolution le 16 mars 2006 (n°INTA0600054D)
- Fondation Res Publica, décret du 30 décembre 2005, paru au JORF le 31 décembre 2005, NOR : INTA0500373D
- Fondation de la Résistance, décret du 5 mars 1993
- Fondation Adolphe-de-Rothschild, décret du 20 avril 1909
- Fondation Royaumont, décret du 18 janvier 1964

## S
- Fondation Robert-Schuman, décret du 18 février 1992, paru au JORF le 21 février 1992
- Fondation Saint-Cyr, décret du 23 décembre 2006, paru au JORF le 31 décembre 2006, NOR : INTA0600328D
- Fondation Saint-Irénée, décret du 18 avril 2014, paru au JORF le 20 avril 2014
- Fondation Saint-Louis, décret du 4 janvier 1974
- Fondation Saint-Matthieu pour l'école catholique, décret du 16 février 2010
- Fondation Santé des étudiants de France (ex Fondation du sanatorium des étudiants de France), décret du 23 mai 1925
- Fondation STAE Sciences et technologies pour l'aéronautique et l'espace, créée par décret du 07/03/2007, NOR : MENR0700454D, publié au JORF du 09/03/2007 4524 no 19
- Fondation Supélec, décret du 11 novembre 2009, publié au Journal Officiel le 15 novembre 2009 NOR : IOCA0827035D
- Fondation Protestante Sonnenhof, décret du 19 octobre 1980
- Fondation du sport français, Fondation Henri Sérandour, décret du 24 août 2011
- Fondation Santé Service, décret du 7 janvier 2013

## T
- Fondation Télécom, décret du 7 mars 2012
- Fondation Terra Symbiosis - La nature au cœur du développement humain, décret du 21 juin 2004
- Fondation Jacques Thibaud, décret du 7 mars 1968. Dissolution le 10 janvier 2005. Voir Fondation Marguerite Long-Jacques Thibaud
- Fondation Terre de Liens, décret du 21 mai 2013[7]
- Fondation Terre solidaire, décret du 20 juin 2016.

## V
- Valentin Haüy - Fondation au service des aveugles et des malvoyants, décret du 27 juillet 2012
- Fondation Vasarely, décret du 27 septembre 1971
- Fondation Vincent van Gogh Arles, décret du 8 juillet 2010, JORF du 11 juillet 2010, NOR : IOCD1008632D